# Florence Vidor
Florence Arto (Texas, 23 de julio de 1895 - California, 3 de noviembre de 1977), registrada al nacer como Florence Cobb y más conocida como Florence Vidor, fue una actriz del cine mudo estadounidense.

## Biografía
Hija de J. P. Arto, ejecutivo de buena posición económica, Florence Arto empezó a trabajar en el mundo del cine gracias a King Vidor, con quien se casó en 1915.[cita requerida]
Su primera película fue The Yellow Girl, en 1916, que le proporcionó un contrato con la Vitagraph por el que hizo varios papeles secundarios, cada vez más importantes. En 1919 actuó en The Other Falf y en The Other Half, dirigidas ambas por Vidor. Pero la fama le vino gracias a Hail, the Woman, de 1921, hoy perdida.[cita requerida]
En 1925, tras tener una hija (Suzanne), la pareja se divorció, aunque Florence conservó el apellido Vidor como nombre artístico. Un año después de casarse con el violinista Jascha Heifetz, la llegada del cine sonoro la apartó de las pantallas.[cita requerida]
Falleció en 1977, a los 82 años.

## Filmografía
- Chinatown Nights (1929)
- The Patriot (1928)
- The Magnificent Flirt (1928)
- Doomsday (1928)
- Honeymoon Hate (1927)
- One Woman to Another (1927)
- The World at Her Feet (1927)
- Afraid to Love (1927)
- The Popular Sin (1926)
- The Eagle of the Sea (1926)
- You Never Know Women (1926)
- Sea Horses (1926)
- The Grand Duchess and the Waiter (1926)
- The Enchanted Hill (1926)
- The Trouble with Wives (1925)
- Marry Me (1925)
- Grounds for Divorce (1925)
- Are Parents People? (1925)
- The Girl of Gold (1925)
- The Mirage (1924)
- Husbands and Lovers (1924)
- Christine of the Hungry Heart (1924)
- Barbara Frietchie (1924)
- Welcome Stranger (1924)
- Borrowed Husbands (1924)
- The Marriage Circle (1924)
- The Virginian (1923)
- Main Street (1923)
- Alice Adams (1923)
- Souls for Sale (1923)
- Conquering the Woman (1922)
- Skin Deep (1922)
- Dusk to Dawn (1922)
- Real Adventure (1922)
- Woman, Wake Up (1922)
- Hail the Woman (1921)
- Beau Revel (1921)
- Lying Lips (1921)
- The Jack-Knife Man (1920)
- The Family Honor (1920)
- Poor Relations (1919)
- The Other Half (1919)
- Till I Come Back to You (1918)
- The Bravest Way (1918)
- Old Wives for New (1918)
- The White Man's Law (1918)
- The Honor of His House (1918)
- The Hidden Pearls (1918)
- The Widow's Might (1918/I)
- The Secret Game (1917)
- The Countess Charming (1917)
- Hashimura Togo (1917)
- The Cook of Canyon Camp (1917)
- American Methods (1917)
- A Tale of Two Cities (1917)
- The Intrigue (1916)
- The Yellow Girl (1916)
- Curfew at Simpton Center (1916)
- Bill Peter's Kid (1916)